# Naohiro Takahara
Naohiro Takahara (* 4. červen 1979) je japonský fotbalista.

## Reprezentace
Naohiro Takahara odehrál 57 reprezentačních utkání. S japonskou reprezentací se zúčastnil Mistrovství světa 2006.

## Statistiky
| Japonsko | Japonsko | Japonsko |
| Roky     | Záp.     | Góly     |
| -------- | -------- | -------- |
| 2000     | 11       | 8        |
| 2001     | 4        | 0        |
| 2002     | 4        | 1        |
| 2003     | 8        | 2        |
| 2004     | 5        | 1        |
| 2005     | 7        | 2        |
| 2006     | 5        | 3        |
| 2007     | 9        | 6        |
| 2008     | 4        | 0        |
| Celkem   | 57       | 23       |